# Emilio Sarniguet
Emilio Jacinto Sarniguet (Buenos Aires, Argentina; 24 de febrero de 1887-18 de febrero de 1943) fue un escultor argentino, autor de destacadas esculturas en bronce como El yaguareté, el El Gaucho Resero, y el Monumento a Julio Argentino Roca en el Centro Cívico de San Carlos de Bariloche, provincia de Río Negro.

## Biografía

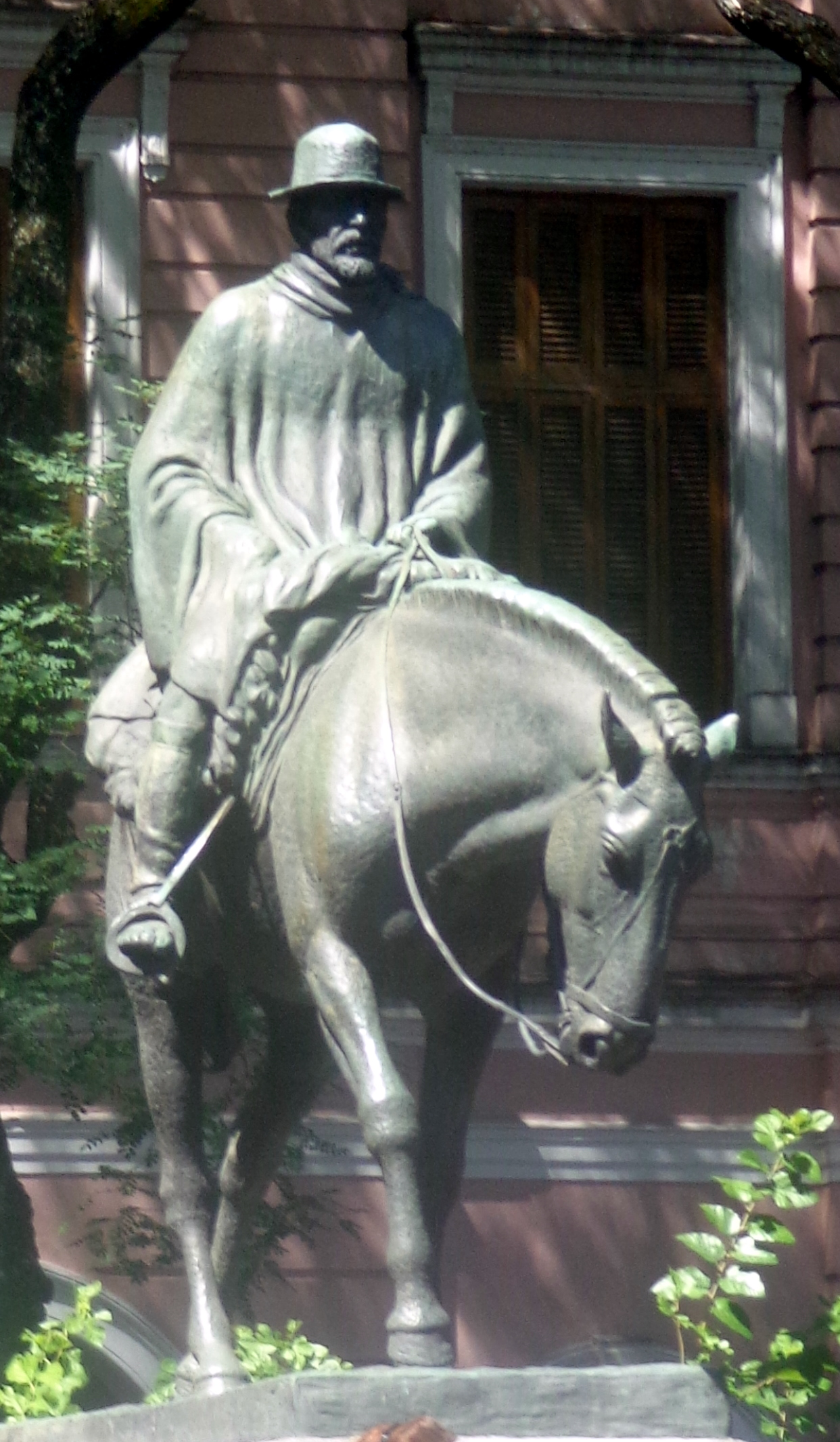
"El Resero" de Emilio (1932).

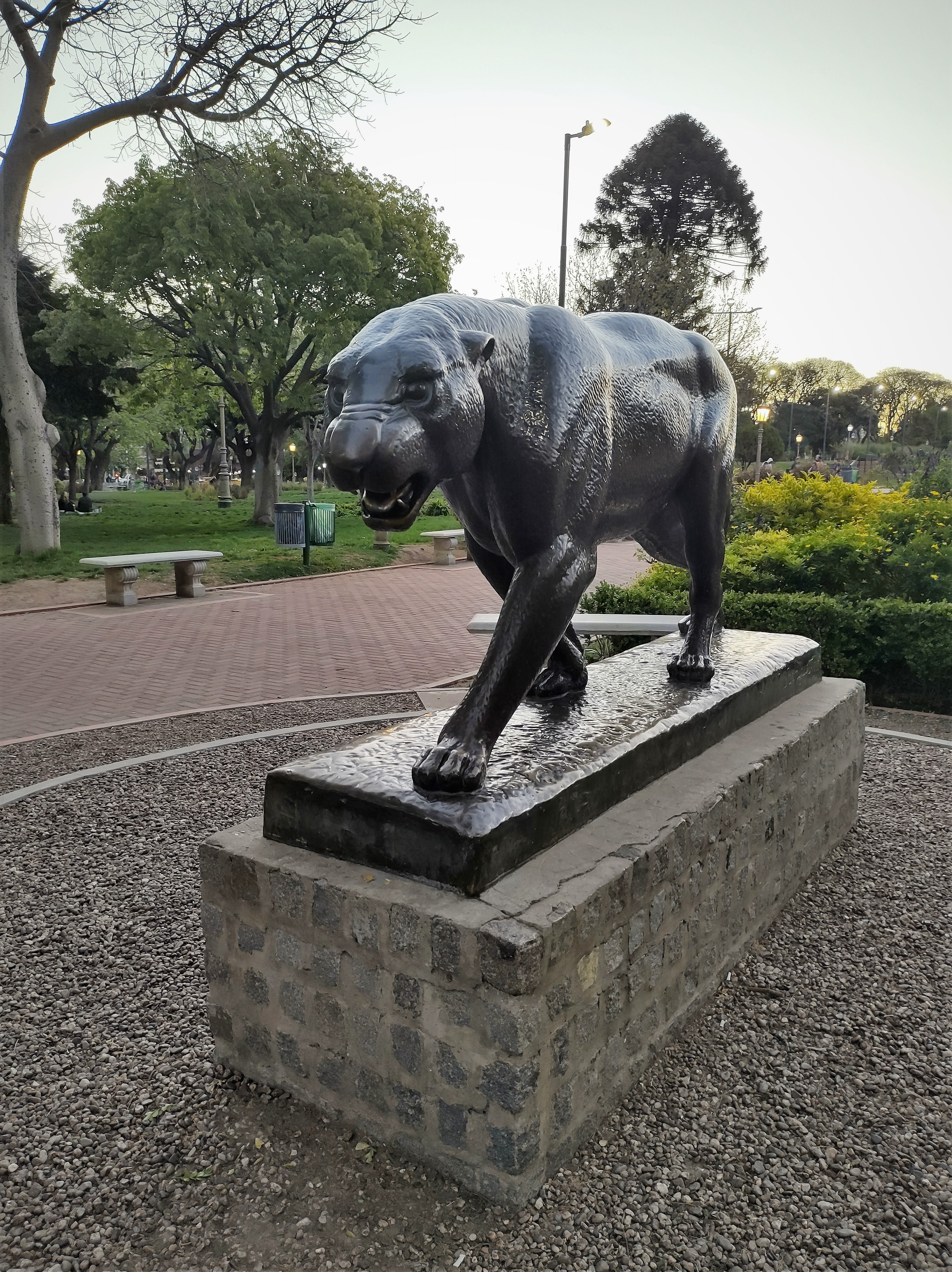
"El Yaguareté" en Parque Chacabuco.

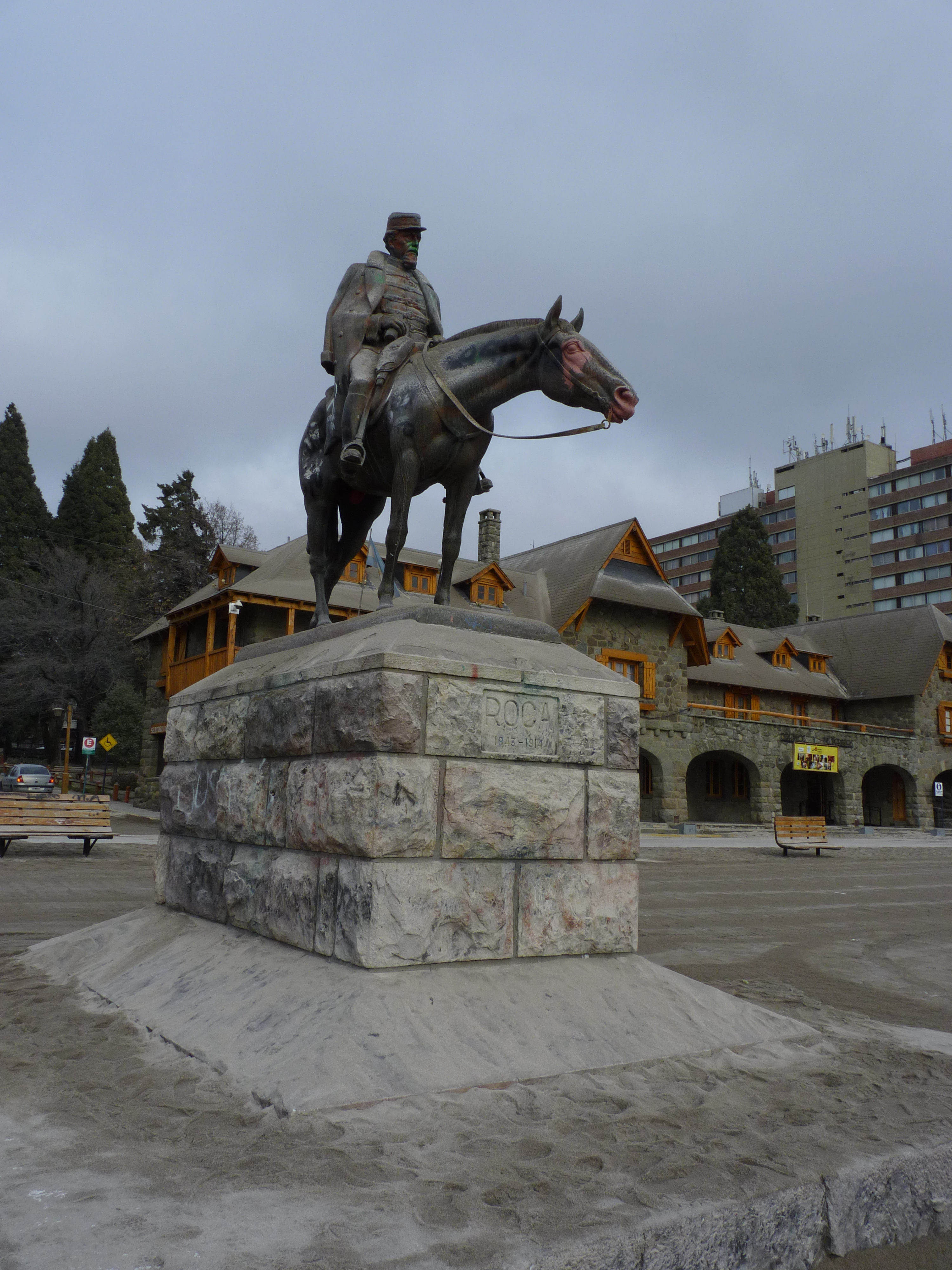
Monumento a Julio A. Roca, en Bariloche.

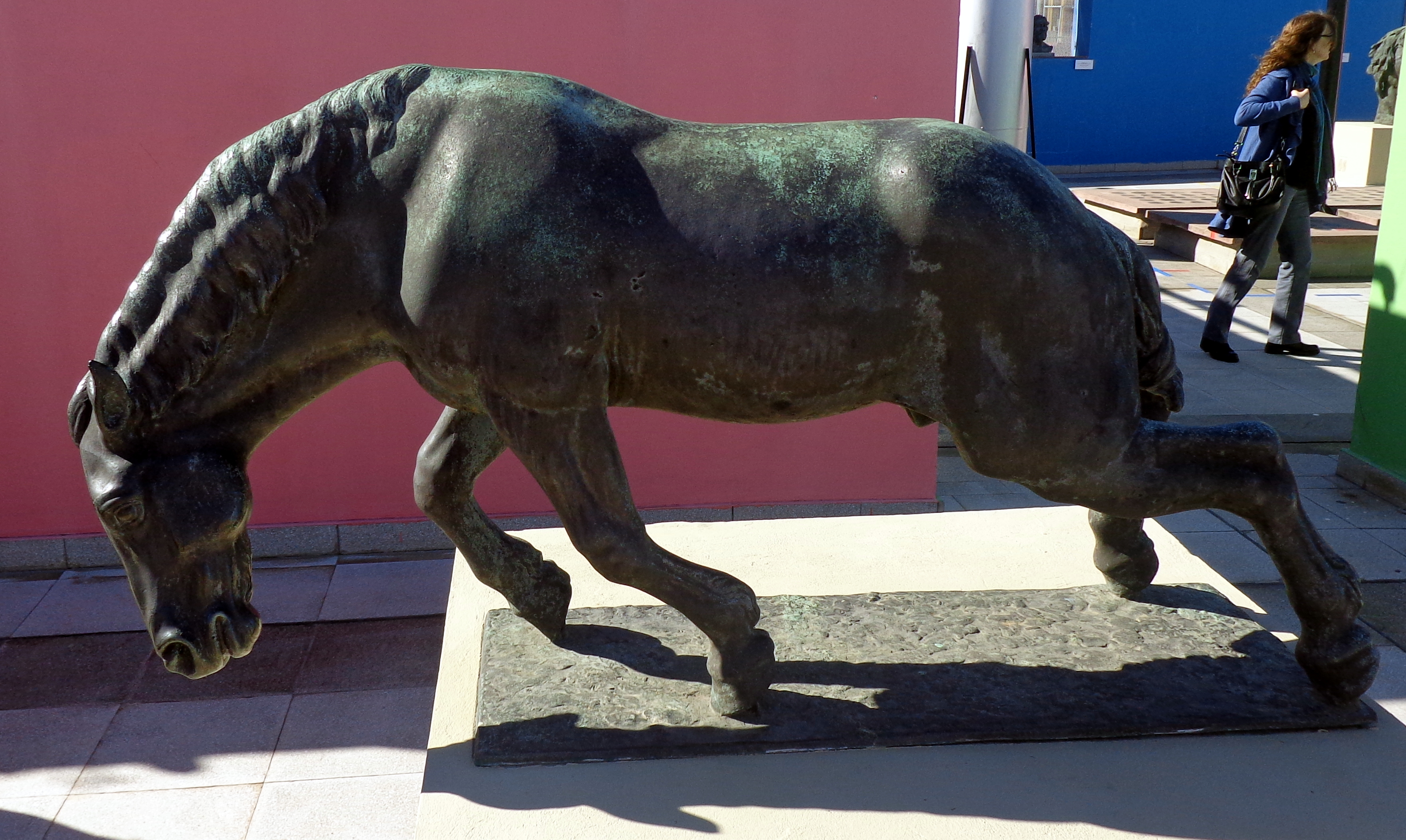
"Arrancando".

Realizó sus primeros estudios artísticos en la Academia de la Sociedad Estímulo de Bellas Artes. Su padre había sido cronometrista en el Hipódromo de Palermo y por eso desde niño Emilio se había sentido motivado a dibujarlos. Esta pasión llevó a que, en 1907, el Jockey Club lo becara para que se perfeccionara en Europa. Tal vez haya conocido al escultor Rembrandt Bugatti (especialista en representación de animales, en especial de felinos) en los Salones de Otoño de París.
En 1919, su obra Relinchando obtuvo el segundo premio en el IX Salón Nacional de Bellas Artes y, en 1923, la escultura "De Regreso" obtuvo el segundo premio en la edición XIII del mismo evento.
En 1929 el intendente de Buenos Aires José Luis Cantilo le encargó una estatua ecuestre de un gaucho resero para ser colocada en el Mercado de Hacienda de Liniers, que está situado en el actual barrio de Mataderos. Sarniguet ya había obtenido un segundo premio nacional por la escultura Relinchando. Sabía esculpir, dibujar, pintar y tallar sus imágenes.
El 21 de septiembre de 1932 presentó El Gaucho Resero en el XXII Salón Nacional, que se llevó a cabo en el Palais de Glace y Obtuvo el primer premio. Después de casi un año y medio fue trasladada a Mataderos, al frente del Mercado de Liniers, en avenida Lisandro de la Torre al 2300. Llegó poco antes del 25 de mayo de 1934, fecha en la que se realizó una magnífica fiesta patria, y se inauguró al día siguiente, 26 de mayo, con grandes festejos en los que Sarniguet estuvo presente.
Murió del corazón, a los 55 años el 18 de febrero de 1943.

## Obras
Todas en la Argentina:
- El Gaucho Resero (1932), barrio de Mataderos, Buenos Aires
- El yaguareté (1935), en el Parque Chacabuco, Buenos Aires.
- Monumento a Julio Argentino Roca en el Centro Cívico de San Carlos de Bariloche, provincia de Río Negro.
- El relieve "Los pumas", ornamenta la fachada del Museo Argentino de Ciencias Naturales Bernardino Rivadavia, en Buenos Aires.[1]
- Relinchando (1919)
- De Regreso (1923)
- Arrancando (c 1926). En la Escuela Pedro de Mendoza, La Boca, Buenos Aires.